# Sometimes They Come Back... Again
Sometimes They Come Back... Again is een Amerikaanse horrorfilm uit 1996 onder regie van Adam Grossman. Het is een vervolg op Sometimes They Come Back uit 1991, dat is gebaseerd op een kort verhaal van Stephen King. In 1998 volgde Sometimes They Come Back... For More.

## Verhaal
Psycholoog Jon Porter (Michael Gross) keert samen met zijn dochter Michelle (Hilary Swank) terug naar zijn geboorteplaats in verband met de dood van zijn moeder. Tijdens het verblijf komen herinneringen naar boven uit zijn jeugd, dertig jaar eerder. Destijds werd zijn zus door drie jongens vermoord, waarna ze door hem geëlektrokuteerd werden.
Michelle ontmoet Tony Reno (Alexis Arquette), die sprekend lijkt op een van de jongens die Porters zus vermoordden. Het is niet toevallig dat hij net háár leuk vindt.

## Rolverdeling
| Acteur                  | Personage           |
| ----------------------- | ------------------- |
| Michael Gross           | Jon Porter          |
| Alexis Arquette         | Tony Reno           |
| Hilary Swank            | Michelle Porter     |
| Bojesse Christopher     | Vinnie Ritacco      |
| Glen Beaudin            | Sean Patrick        |
| Jennifer Elise Cox      | Jules Martin        |
| Jennifer Aspen          | Maria Moore         |
| William Morgan Sheppard | Archer Roberts      |
| Michael Malota          | Jon (jonge versie)  |
| Gabriel Dell Jr.        | Steve Pagel         |
| Patrick Renna           | Alan (jonge versie) |
| Leslie Danon            | Lisa Porter         |
| Ingrid Sthare           | Jennifer Hadley     |
| Michael Stadvec         | Phil Thorn          |
| Andree Gibbs            | Page Porter         |
| Molly Hagan             | Violet Searcey      |